# Opština Dojran
Dojran (makedonsky Дојран) je opština na jihovýchodě Severní Makedonie. Nachází se v Jihovýchodním regionu.

## Geografie
Opština sousedí na západě s opštinou Bogdanci, na severu s opštinou Valandovo a na jihu a východě s Řeckem.
Centrem opštiny je město Star Dorjan. Pod něj spadá dalších 12 vesnic:
| Vesnice    | Počet obyvatel |
| ---------- | -------------- |
| Čaušli     | 0              |
| Crničani   | 189            |
| Durutli    | 4              |
| Džumabos   | 0              |
| Furka      | 459            |
| Gopčeli    | 116            |
| Kurtamzali | 42             |
| Nikolik    | 520            |
| Nov Dojran | 997            |
| Organdzali | 0              |
| Sevendekli | 0              |
| Sretenovo  | 344            |

## Demografie
Podle sčítání lidu z roku 2021 žije v opštině 3 084 obyvatel. Etnickými skupinami jsou:
- Makedonci – 2 528 (81,97 %)
- Turci – 211 (6,84 %)
- Srbové – 152 (4,93 %)
- ostatní a neuvedení – 193 (6,26 %)